# 郡晴己
郡 晴己（こおり はるみ、1953年8月17日 - ）は、日本の元サッカー選手、指導者。

## 来歴
1985年に中国サッカーリーグの川崎製鉄（後のヴィッセル神戸）の監督に就任。就任1年目で日本サッカーリーグ2部に昇格を決めた。1991-92シーズンの終了後に退任した。1993年に再び監督に復帰、2シーズン指揮を執った。1998年、ユースチームの監督をしていたが、10月にトップチームのベニート・フローロ監督が成績不振で解任され、後任監督に就任した。J1参入決定戦では2回戦でコンサドーレ札幌に勝ちJ1残留を決めた。1998年終了後に退任した。